# Денис Колодин
Денис Алексеевич Колодин е руски футболист, централен защитник. Има 23 мача за националния отбор на Русия. От юни 2008 г. е заслужил майстор на спорта. Известен е с мощните си далечни удари. Прякорите му са Пушката (заради високия му ръст и мощния удар) и Колодата (от фамилното име).

## Кариера
Роден е на 11 януари 1982. Започва кариерата си в Олимпия Волгоград през 2000 като полузащитник. В първите си 2 сезона е наложен от Леонид Слуцкий и вкарва 14 гола. Заедно с него в отбора са Роман Адамов и Андрей Бочков. През 2001 скаути го препоръчват на Аустрия (Виена), но той остава във Волгоград. В началото на 2002 Слуцкий го препоръчва на Уралан Елиста, където треньорът Сергей Павлов го одобрява и на 8 февруари 2002 Денис преминава в отбора от Калмикия. Първоначално играе само в дубъла, но на 13 април дебютира за първия отбор. В 2002 изиграва 22 мача и към него има оферти от ЦСКА Москва и Спартак Москва, но той не успява да договори личните си условия и остава в Уралан. Сезон 2003 е ужасен за клуба – Уралан изпада, а Денис отново изиграва 22 мача. В сезон 2004 към него има интерес от Зенит, Шахтьор и Динамо Киев, но Денис подписва с Криля Советов (Самара) за 1,35 млн. евро. Дебютира на 21 март. Именно в Самара Колодин окончателно е преквалифициран от халф в централен защитник. Криля завършват трети в първенството и стигат до финала за националната купа, а футболистът спечелва място в националния отбор на Русия. За „сборная“ той дебютира на 18 август срещу Литва.
В средата на сезон 2005 Денис преминава в Динамо. За Динамо дебютира в мач срещу ЦСКА Москва. През ноември месец същата година той вкарва и гол срещу същия съперник. Колодин не е твърд титуляр в Динамо през първия си сезон, а и отнася глоба от треньора Иво Вортман заради скандал с Маниш и брат му Жорже Рибейро. През сезон 2006 Динамо едва не изпада, но Денис попада в „списъка 33 най-добри“ под номер 1. През сезон 2007 отбелязва цели 9 гола – 7 от дузпи и 2 от фалове. На полусезона той води и в голмайсторската листа на първенството. През 2008 е в основата на третото място на Динамо в шампионата, а и участва на Евро 2008. Травмата на Алексей Березутски отваря място за Денис в стартовия състав и той става един от най-важните играчи на националния отбор. През есента на 2008 получава контузия на коляното и дълго време отсъства от терените. На 29 юли 2009 извежда Динамо с капитанската лента в мача със Селтик. Денис играе в по-голямата част от сезона, но контузията му се усложнява. На 3 март 2010 получава травма в бедрото. Губи мястото си и в националния отбор. Все пак през този сезон той вкарва 1 гол – на ФК Ростов със странична ножица. През 2011 отново е преследван от травми, а когато се завръща в игра, треньорът Сергей Силкин отказва да разчита на него. След няколко изиграни мача за дублиращия отбор на Динамо, Денис преминава във ФК Ростов под наем до края на сезона. От 8 изиграни мача Денис получава 4 жълти картона и 1 червен. През сезон 2012/13 почти не получава шанс за изява, изигравайки само 2 срещи в шампионата. След края на сезона разтрогва контракта си.
През юли 2013 преминава във Волга Нижни Новгород. Дебютира за новия си тим срещу доскорошните си съотборници от Динамо. Изиграва 21 мача през сезона, но Волга изпада от елита. Макар да има действаш договор с Волга, Колодин не попада в групата за нито една среща от сезон 2014/15 във ФНЛ. Бранителят разтрогва договора си през ноември 2014 г. В началото на 2015 г. преминава в Сокол Саратов.

## Извън футбола
Защитникът е заклет ерген. Майка му и брат му живеят в Камишин. Обича тежката музика, любимите му групи са Ария и Корол и шут. Също така Колодин играе компютърни игри, предимно футболни симулатори.